# Piróth Gyula
Piróth Gyula (Majosháza, 1938. május 18. – Budapest, 1979. augusztus 13.) Jászai Mari-díjas magyar színművész.

## Életpályája
1938-ban Majosházán született. 1960-1964 között a Színház- és Filmművészeti Főiskola hallgatója volt. 1964-1973 között a kecskeméti Katona József Színház, 1973-1978 között a szolnoki Szigligeti Színház tagja volt. 1978-tól a Nemzeti Színház színésze volt. 1979-ben gyomorrákban hunyt el. Szülőfalujában, Majosházán helyezték örök nyugalomra.

## Fontosabb színházi szerepei
- Andrej (Csehov: Három nővér)
- Athéni Timon (Shakespeare)
- Makra Ferenc (Kertész Á.: Makra)
- Sebők Zoltán (Sarkadi I.: Elveszett paradicsom)

## Film- és tévészerepei
- Légy jó mindhalálig (1960)
- Karambol (1964)
- Négy lány egy udvarban (1964)
- Lássátok feleim (1968)
- Imposztorok (1969)
- Ítélet (1970)
- Rózsa Sándor (1971)
- Még kér a nép (1972)
- Volt egyszer egy család (1972)
- Utazás Jakabbal (1972)
- Romantika (1972)
- Plusz-mínusz egy nap (1973)
- Méz a kés hegyén (1974)
- Makra (1974)
- A fekete macska (1975)
- Az öreg (1975)
- Talpuk alatt fütyül a szél (1975)
- A járvány (1976)
- II. Richárd (1976)
- Az ész bajjal jár (1977)
- Mednyánszky (1978)
- Ítélet előtt (1978)
- Dózsa koporsói (1979)

## Díjai és kitüntetései
- Jászai Mari-díj (1976)